# Haemerosia renalis
Haemerosia renalis är en fjärilsart som beskrevs av Jacob Hübner 1818. Haemerosia renalis ingår i släktet Haemerosia och familjen nattflyn. Inga underarter finns listade i Catalogue of Life.